# Episodi di Popular (prima stagione)
La prima stagione della serie televisiva Popular è stata trasmessa negli Stati Uniti per la prima volta sul canale The WB dal settembre 1999 al maggio 2000. La The WB, per presentare la serie nei vari promo prodotti, ha usato la dicitura Special Wednesday Premiere, mandando in onda il primo episodio subito dopo Dawson's Creek. Il secondo episodio andò in onda il giorno dopo, il giovedì, e proseguì per tutta la prima stagione in quel giorno.
La prima stagione del telefilm è stata trasmessa in Italia su Rai 2 dal 16 giugno al 15 luglio 2003.
| nº | Titolo originale                        | Titolo italiano                 | Prima TV USA      | Prima TV Italia |
| -- | --------------------------------------- | ------------------------------- | ----------------- | --------------- |
| 1  | Popular, Round One                      | Tutti a scuola                  | 29 settembre 1999 | 16 giugno 2003  |
| 2  | Mo Menace, Mo Problems                  | Festa a sorpresa                | 30 settembre 1999 | 17 giugno 2003  |
| 3  | Under Siege                             | La rana della discordia         | 7 ottobre 1999    | 18 giugno 2003  |
| 4  | Windstruck                              | Tempesta di vento               | 14 ottobre 1999   | 19 giugno 2003  |
| 5  | Slumber Party Massacre                  | Pigiama Party                   | 21 ottobre 1999   | 20 giugno 2003  |
| 6  | Truth or Consequences                   | Quanto costa la verità?         | 4 novembre 1999   | 23 giugno 2003  |
| 7  | Queen B.                                | La reginetta                    | 11 novembre 1999  | 24 giugno 2003  |
| 8  | Tonight's the Night                     | La volta buona                  | 18 novembre 1999  | 25 giugno 2003  |
| 9  | Wild Wild Mess                          | Un vero pasticcio               | 2 dicembre 1999   | 26 giugno 2003  |
| 10 | Fall On Your Knees                      | Racconto di Natale              | 9 dicembre 1999   | 27 giugno 2003  |
| 11 | Ex, Lies and Videotape                  | Il prezzo della notorietà       | 13 gennaio 2000   | 30 giugno 2003  |
| 12 | The Trial of Emory Dick                 | Il processo                     | 20 gennaio 2000   | 1º luglio 2003  |
| 13 | Hope In A Jar                           | Guerra di bellezza              | 27 gennaio 2000   | 2 luglio 2003   |
| 14 | Caged!                                  | In gabbia                       | 3 febbraio 2000   | 3 luglio 2003   |
| 15 | Booty Camp                              | Campo di punizione              | 10 febbraio 2000  | 4 luglio 2003   |
| 16 | All About Adam                          | Il segreto di Adam'             | 17 febbraio 2000  | 7 luglio 2003   |
| 17 | Lord of the Files                       | Il corso di Tai-Chi             | 24 febbraio 2000  | 8 luglio 2003   |
| 18 | Ch-Ch-Changes                           | Tutti per uno, uno per tutti    | 20 aprile 2000    | 9 luglio 2003   |
| 19 | Hard on the Outside, Soft in the Middle | Biondo è bello                  | 27 aprile 2000    | 10 luglio 2003  |
| 20 | We Are Family                           | Quasi una famiglia              | 4 maggio 2000     | 11 luglio 2003  |
| 21 | What Makes Sammy Run                    | La fuga di Sam                  | 11 maggio 2000    | 14 luglio 2003  |
| 22 | Two Weddings and a Funeral (1)          | Due matrimoni e un funerale (1) | 18 maggio 2000    | 15 luglio 2003  |